# Анфеста
Анфе́ста (лат. Anfesta stankovskii) — вид вымерших беспозвоночных из типа трёхдольных (Trilobozoa). Остатки были обнаружены в Архангельской области на побережье Белого моря и датированы эдиакарием. Диаметр окаменелостей — около 18 мм.

## Описание
Округлое медузоподобное прикреплённое или малоподвижное донное животное. Способ питания — осмотрофный.
От центра под углом 120° отходят три округлых валика с закруглёнными концами (предположительно, соответствуют гонадам). Зонтик разделён на узкие радиальные лопасти с раздвоенными окончаниями длиной 5 мм и толщиной до 1,3 мм. Из центра зонтика исходят радиальные каналы, дважды дихотомирующие по направлению к краю зонтика. Число каналов всегда кратно трём.
По строению близки к двум другим родам вендских медуз: Skinnera и Albumares, для которых тоже характерна трёхдольная радиальная симметрия, не встречающаяся у более поздних кишечнополостных. Отличие от Skinneria состоит в форме и расположении гонад и наличии лопастей зонтика. Albumares при значительном сходстве с Anfesta плана строения имеет форму трилистника.
Места находок окаменелостей:
- Россия, Архангельская область, Зимний берег и река Характа, формация Усть-Пинега.
- Южная Австралия.